# الإسكندر (فلم)
فيلم ألكسندر - الإسكندر الكبير هو ملحمة تاريخية من إنتاج 2004. يروي قصة حياة الإسكندر الكبير (كولن فاريل) وهو من إخراج المخرج (أوليفر ستون) يستند الفيلم في أغلب أحداثه على كتاب الإسكندر الكبير المكتوب من قبل الكاتب المؤرخ (روبن لين فوكس).

أثار الفيلم جدلا كبيرا وتعرض للانتقادات الكثيرة وللسخرية كما أنه فشل في شباك التذاكر في أمريكا إذ أنه حقق فقط 34 مليون دولار أمريكي كإيراد محلي رغم أن تكلفة إنتاجه تجاوزت ال 155 مليون دولار أمريكي.

وقد حقق الفيلم نجاحا أكبر على الصعيد الدولي حيث أنه حقق إيرادا وقدره 132 مليون دولار أمريكي.

وبسبب الإسراع في إصدار نسخة الدي في دي لهذا الفيلم فقد استطاع أن يبيع أكثر من 3.5 مليون  نسخة في الولايات المتحدة الأمريكية وحدها.

## حبكة الفيلم
يقوم الفيلم على سيرة حياة الإسكندر الكبير، ملك مملكة مقدونيا الذي فتح آسيا الصغرى وبلاد فارس والهند القديمة. يبين الفيلم أهم لحظات حياة الإسكندر طفولته وشبابه، وغزوه للإمبراطورية الإخمينية ووفاته.

كما أنه يتحدث عن مطلع حياة الإسكندر، ومنها العلاقة الصعبة مع والده، فيليبوس الثاني المقدوني (فال كلمر)، وتوحيده للدول والمدن الإغريقية في إطار رابطة كورنث، وغزواته للإمبراطورية الإخمينية في 331 ق.م. وأيضا تفاصيل عن خططه لإصلاح إمبراطوريته ومحاولات بذلها للوصول بالإمبراطورية إلى نهاية العالم. 

يبدأ السيناريو في عام 356 ق.م. مع بطليموس الأول سوتر (أنتوني هوبكنز) الذي جسد دور الراوي طوال الفيلم. 

والفيلم يصور الحياة اليومية للإسكندر الكبير والعلاقة المتوترة بين والديه. حيث يكبر الإسكندر مع والدته أوليمبياس (أنجلينا جولي) وأرسطو المعلم، ويتعلم بحضورهما وتوجيهاتهما الحب، والشرف، والموسيقى، والاستكشاف، والشعر والمهارات العسكرية والقتالية. 

ساءت علاقته جدا مع والده عندما تزوج والده من اويريديس بنت أخت اتالوس. 

بعد اغتيال فيليبوس الثاني المقدوني يصبح الإسكندر ملك مملكة مقدونيا وباقي اليونان ويتخلص من المعارضين له والمتمردين عليه وأعداءه في كل من طيبة / تيبيث وبيرسبولس
هنا يقوم الراوي في الفيلم بطليموس الأول (أنتوني هوبكنز) بسرد ملاحم الإسكندر الكبير في فتوحاته لغرب الإمبراطورية الإخمينية وأيضا الاعتراف بالإسكندر الكبير كابن للإله زيوس / زيوس آمون من قبل كهنة معبد الإله آمون في واحات سيوة وتنصيبه فرعونا على مصر القديمة. 

يصور الفيلم أيضا المعركة الكبيرة التي قادها الإسكندر الكبير ضد الإمبراطور الإخميني داريوش الثالث والتي تسمى معركة جاوجاميلا وبقائه لمدة ثماني سنوات على حدود بلاد الهند أثناء حملته ضد الملك قورِش الهندي. 

كما أن الفيلم يصور علاقة الحب التي ربطت الإسكندر الكبير بصديق طفولته هيفايستن (جاريد ليتو) ولاحقا علاقة الحب التي ربطته بزوجته روكسانا (روزاريو داوسون).

بعد وفاة هيفايستن حبيب الإسكندر وصديق طفولته يبتعد الإسكندر عن زوجته روكسانا الحامل والتي يعتقد بأن لها يد في قتل حبيبه هيفايستن ويهجر الحياة مستسلما للموت وذلك ليلحق بحبيبه هيفايستن الذي طالما وعده بأنه سيلحقه إلى العالم الآخر فيما إذا توفي.

و إن من أسباب فشل الفيلم على شباك التذاكر هو تطرقه إلى علاقة الحب التي ربطت الإسكندر بهيفايستن بالإضافة إلى تطرقه إلى العلاقة الجنسية التي ربطت الإسكندر بأحد الغلمان الفرس.

## أداء الأدوار
| الممثل            | الدور                     |
| ----------------- | ------------------------- |
| كولن فاريل        | الإسكندر الكبير           |
| أنجلينا جولي      | أوليمبياس                 |
| فال كيلمر         | فيليبوس الثاني المقدوني   |
| جاريد ليتو        | هيفايستن                  |
| راز ديغان         | داريوش الثالث             |
| إرول ساندر        | فارناكيس                  |
| تسولي محمد        | الحاجب الفارسي            |
| انيليس هيسمه      | ستاتيرا الأولى            |
| روزاريو داوسون    | روكسانا                   |
| كونور باولو       | ألكسندر اليافع            |
| غاري ستريتش       | كلايتوس                   |
| كريستوفر بلامر    | أرسطو                     |
| انتوني هوبكنز     | بطليموس الأول سوتر        |
| اليوت كوان يونغ   | بطليموس الأول سوتر اليافع |
| جوناثان ريس مايرز | كاسندر                    |
| روري ماك كان      | كراتيروس                  |
| فرانسيسكو بوش     | باغوواس                   |
| جون كافانا        | بأرمينيون                 |
| جوزيف مورغان      | بيلوتاس                   |
| أيان بيتي         | أنتيغونوس الأول           |
| نيل جاكسون        | بيرديكاس                  |
| دينيس كونواي      | نياركوس                   |
| ماري ماير         | أويريديس                  |
| نيك دونينغ        | أتالوس                    |
| بن بونلوريت       | قورش                      |
| توبي كيبيل        | باوسانياس                 |
| باتريك أدولف      | الصبي خادم الإسكندر       |
| أليف شينوبي       | الخادمة الهندية           |
| ياران نغامديه     | الأميرة الهندية           |
| باتريك كارول      | هيفايستن اليافع           |

## نسخة المخرج
نسخة المخرج  أوليفر ستون تم إعادة تحريرها قبل الإفراج عن نسخة الدي في دي في وقت لاحق من عام 2005 م. وقد قام أوليفر ستون بحذف سبعة عشر دقيقة من الفيلم وأضاف تسعة دقائق غيرها. هذا أدى إلى تقصير مدة الفيلم من 175 إلى 167 دقيقة. الاختلافات بين نسخة المخرج والنسخة الأساسية هي على النحو التالي:
- التواريخ في استرجاع الأحداث وتقديمها حيث استخدم المخرج في نسخته الأرقام التاريخية الاعتيادية والدالة على الأعوام التي تسبق الميلاد مثل 323 قبل الميلاد و356 قبل الميلاد، وذلك بدلا من الإشارة إلى مرور الوقت بالأعوام مثل بعد 30 عاما. وقد أوضح أوليفر ستون بأنه اضطر إلى الامتناع عن استخدام منظومة قبل الميلاد حيث أنه وفقا لبيانات تم جمعها من اختبارات العروض فقد أظهرت هذه البيانات وجود عدد كبير من المشاهدين الذين لا يعرفون أن عام 356 قبل الميلاد مثلا هو عام يسبق العام 323 قبل الميلاد.
- قصة الراوي بطليموس تم تقصيرها في نسخة المخرج.
- المشهدان اللذان يسترجعان حدث وصول أيريديس إلى المحكمة ووليمة العرس تم نقلهما إلى فترة الحملة الشرقية بحيث يغطي المشهد الأول محاكمة فيلوتاس، والمشهد الثاني اغتيال بارمينون.
- المشهد الذي يظهر أرسطو يعطي درسا للإسكندر وأصدقائه تم إعادة تحريره ومدد لبضع ثوان.
- قصة بطليموس المؤدية إلى معركة جاوجاميلا والتي كان يسردها لم تنوه أبدا إلى حرق طيبة / تيبيث وهدم بيرسبولس. بل أشارت إلى الاتهام الرسمي المقدوني لداريوش الثالث بأنه كان متورطا باغتيال فيليبوس الثاني المقدوني رغم أن الحرق والهدم تم ذكره في النسخة الأساسية عندما كان الإسكندر يقود جيوشه.
- تم نقل إعلان كاهنة معبد آمون إلى الجزء الأخير من السرد الذي يقوم به بطليموس.
- مسح مشهد الليلة السابقة لمعركة جاوجاميلا بالإضافة إلى مسح مشهد قراءة أمعاء الثور المضحى به قبل المعركة كنوع من أنواع التنبؤ وقراءة الطالع.
- مسح المشهد الاسترجاعي لفيليبوس وهو يشرح للإسكندر في صغره عن التيتان أو ما يسمى أيضا بالجبابرة والذي كان يفترض ظهوره بعد مشاهد معركة جاوجاميلا.
- في النسخة الأساسية وخلال مشهد رقص روكسانا يمكن ملاحظة بيرديكاس يفرق بين هيفايستن وكلايتوس اللذان تشاحنا لبعض الوقت، تم إزالة هذا المشهد في نسخة المخرج.
- مشاهد الجنس بين الإسكندر وزوجته روكسانا تم تقصيرها وتم تبديل بعضها بمشاهد أكثر وضوحا لجسديهما.
- تم حذف مشهد محاولة روكسانا قتل هيفايستن بعد اكتشافها لعلاقة الإسكندر المثلية مع هيفايستن.
- بعد اكتشاف الإسكندر المؤامرة المحاكة ضده يظهر بيرديكاس في نسخة المخرج ذاهبا للقبض على هيرمولاوس الذي يسقط بجانب سيفه المكتوب عليه الموت لكل الطغاة مشيرا بذلك إلى طغيان الإسكندر.
- لا يوجد سرد روائي لبطليموس أثناء محاكمة فيلوتاس.
- لم يبكِ الإسكندر على موت كلايتوس.
- المشهد الاسترجاعي للإسكندر الذي يستجوب فيه أمه أوليمبياس لا يضهر بعد المشهد الاسترجاعي لاغتيال فيليبوس وإنما تم وضع المشهد بعد معركة هيداسبس وإصابة الإسكندر.
- مشهد منع روكسانا من دخول خيمة الإسكندر على يد هيفايستن تم حذفه.
- بين مشاهد قضاء الإسكندر على المتمردين عليه ومعركته النهائية ضدهم هناك مشهد رئيسي يظهر فيه الإسكندر وهو يقرأ رسالة كتبها له معلمه أرسطو الذي كان يمليها على أحد الكتبة.
- تم حذف تعليق بطليموس أثناء سرده الروائي المرافق لمسيرة الإسكندر في صحراء غدروسيان عن صعوبة الأحوال المناخية التي تعرض لها جيش الإسكندر وعن مشاعر اليأس التي رافقت الإسكندر خلال مسيرته في تلك الصحراء لما أصاب جيشه، كما أنه لم يتم التعليق في السرد عن زيجة الإسكندر الجديدة وعن أن صحراء غردوسيان هي أسوء المناطق التي مر فيها الإسكندر.
- مشاهد عودة جيش الإسكندر إلى بابل بالإضافة إلى مشاهد تلقي أوليمبياس لخبر موت ابنها الإسكندر تم تقصيرهم.
- تم إضافة 17 ثانية لمشاهد موت واحتضار الإسكندر.

## النسخة النهائية
لم يكتف أوليفر ستون بما فعله في نسخة الفيلم الثانية نسخة المخرج، بل قام أيضا بإصدار نسخة ثالثة بعنوان «ألكسندر - إعادة نظر»  ويقول المخرج تعليقا على ذلك:

أنه أراد أن يقوم بإعادة عرض الفيلم على طريقة المخرج سيسيل ب دي ميل بحيث يعرض كل ما في حوزته وكل ما أعجبه في الفيلم ويقول: «إن شخصية الإسكندر الكبير لشخصية مركبة جدا والقصة كانت معقدة أيضا ولن يضيرنا شيء إذا وسعنا الفيلم وتركنا الجمهور الذي أحب الفيلم بأن يرى المزيد ويفهم الفيلم أكثر.».

تم إصدار نسخة «ألكسندر - إعادة نظر» بتاريخ 27 فبراير 2007 وكانت مدتها 3 ساعات و34 دقيقة على قرصين من الدي في دي محتوية تقديما لأوليفر ستون عن عمله هذا حيث يقول في التقديم: «خلال فترة السنتين الماضيتين استطعت ايجاد بعض الأجوبة على بعض الأسئلة المتعلقة بهذه الفترة التاريخية المعقدة والعاطفية بنفس الوقت، الأجوبة عن الأسئلة التي لم أكن لأستطيع الإجابة عليها إلا دراماتيكيا.إن هذه النسخة هي نسختي الكاملة والأخيرة لهذا الفيلم وفيها وضعت كل ما قمت بتصويره، لا أعرف كم من صناع الأفلام استطاعوا أن يصدروا ثلاث نسخ من الفيلم ذاته ولكني محظوظ لتوفر فرصة القيام بذلك بسبب نجاح بيع النسخ الفيديو والدي في دي للفيلم عالمي، وقد شعرت بأني إن لم أفعلها الآن بما لدي من قدرة وذاكرة عن الموضوع لما كنت سأفعلها بنفس الروح في المستقبل، بالنسبة لي هذا هو ألكسندر الكامل وهذا أفضل شرح أستطيع تقديمه عنه.».

تم بناء النسخة على فصلين وتم التعمق فيهما في علاقة الإسكندر الكبير بكل من أوليمبياس، فيليبوس الثاني المقدوني، هيفايستن، روكسانا وبطليموس الأول سوتر. وصدرت النسخة بقياس عرض 2.40:1 (عرض الشاشة) كانت مدتها 214 دقيقة، استخدم فيها تقنية الدولبي ديجيتال 5.1 سراوند سيستم باللغة الإنكليزية  ولم تكن النسخة تحتوي على أية ميزات إضافية غير مقدمة المخرج أوليفر ستون والقسيمة المجانية لفيلم 300.

## مواقع التصوير
قام أوليفر ستون بتصوير أغلب مشاهد الفليم في المغرب وتايلاند حيث فشل في تصويره في اليونان بسبب معارضة الحكومة  اليونانية لرؤية أوليفر ستون للإسكندر الكبير وهذه قائمة بأسماء المشاهد والمواقع المعروضة بالفيلم وما يقابلها من مواقع تم فيها تصوير الفيلم:
- مكتبة الإسكندرية: شِيبرتون أستوديو، لندن، إنجلترا.
- بيلا / بابل / كهف الأساطير والأماكن الهندية / حدائق بابل المعلقة: داخل استوديوهات باين وود، لندن، إنجلترا.
- الإسكندرية (خلفية فقط): مالطا.
- معبد أثينا بالاس، وسوق الأحصنة: الصويرة، المغرب.
- جاوجاميلا: في الصحراء بالقرب من مراكش، المغرب.
- بوابات بابل: مراكش، المغرب.
- ثكنة باكتريان: انخفاض جبال الأطلس، والمغرب.
- هندوكوش (خلفية فقط): جبال الهيمالايا، والهند.
- المسرح المقدوني: المغرب.
- هيباسيس: ميكونغ، المنطقة الشمالية الشرقية، مقاطعة أوبون راتشاتيني، تايلاند.
- هيداسبيس: وسط الحديقة النباتية، أمفو موينغ، مقاطعة سارابوري، تايلاند.

بالإضافة إلى استوديوهات أطلس في مدينة ورززات في المغرب، وقصر آيت بن حدو في المغرب، واستوديو إنترميديا فيلم إيه.جي. في ميونخ في ألمانيا.

## التوزيع
كانت مهمة توزيع الفيلم واقعة على عاتق كل من شركة وارنر بروس والتي كانت مسؤولة عن توزيع الفيلم داخل الولايات الأمريكية المتحدة وشركة إنترميديا التي كانت مسؤولة عن توزيع الفيلم على الصعيد الدولي إلا أن كلا الشركتين لم تستطيعا أن تحققا نجاحا كبيرا في مهمتهما وذلك بسبب المشاكل والانتقادات التي تعرض لها الفيلم.

### ايرادات شباك التذاكر
| أداء شباك التذاكر      |                |              |
| الميزانية:             | 155,000,000.00 | دولار أمريكي |
| إجمالي الإيراد المحلي: | 34,297,191.00  | دولار أمريكي |
| إجمالي الإيراد الدولي: | 133,001,001.00 | دولار أمريكي |
| إجمالي الإيراد العام:  | 167,298,192.00 | دولار أمريكي |

## الانتقادات

### الانتقادات العامة
حتى قبل صدور الفيلم، كان الجدل حول الفيلم وحول تصوير الحياة الجنسية الإغريقية القديمة قائما، وعلى وجه التحديد، قضية المثلية الجنسية.

وقد هددت مجموعة مؤلفة من 25 محام من أصول يونانية برفع دعوى قضائية ضد كل من المخرج أوليفر ستون وشركة الاستيديوهات السينمائية وارنر بروس، متهمين إياهم بأن الفيلم وصف غير دقيق للتاريخ.

حيث جاء على لسان أحد المحامين:«نحن لا نقول أننا ضد المثليين جنسيا.... ولكننا نقول أنه يجب على الشركة المنتجة أن توضح للجمهور أن هذا الفيلم هو مجرد اختلاق وليس تصويرا صحيحا لحياة الإسكندر الكبير.».

و بعد عرض الفيلم أوضحت مجموعة المحامين أنها تخلت عن فكرة رفع الدعوى.

أما في العرض الأول للفيلم في بريطانيا، فقد ألقى أوليفر ستون اللوم في فشل الفيلم في شباك التذاكر الأمريكية على: «الأصولية المترسخة في الآداب العامة.».

وقال إن النقاد والجمهور الأميركي فجروا قضية إسكندر الجنسية دون مراعاة الأمور الأخرى.

و قد دفعت الانتقادات العديدة المخرج أوليفر ستون إلى إجراء تغييرات كبيرة على الفيلم قبيل إصدار نسخة الدي في دي.

### الانتقادات من الناحية التاريخية
تعرض فيلم أوليفر ستون إلى كثير من الانتقادات من قبل المؤرخين ودارسي التاريخ بعضها كان لها علاقة بنظرة أوليفر التاريخية للموضوع وبعضها للكتاب الذي استند عليه المخرج عند إخراجه للفيلم وقد قام الدكتور کاوه فرخ الإيراني الأصل بالتعليق على الفيلم كالتالي:
- في معركة جاوجاميلا تم اظهار جيش الإسكندر وهم بغاية التنظيم والانضباط بينما تم اظهار جيش داريوش الثالث بعكس ذلك رغم أنه تاريخيا فمن المعروف بأن الفرس الأخمينيون في ذلك الزمن كانوا شديدي التنظيم والانضباط وكانوا أيضا يستعملون الطبل والأبواق لتنظيم خطواتهم وسيرهم بشكل ايقاعي مع أصوات الطبول والأبواق
- إن طريقة القادة في تقسيم الجيش في العهد الأخميني، كان يتبع النظام العشري في التقسيم، فالجيش كان يتم توزيعه إلى فصائل عشرية 10، 100، 1000، 10.000 وهذا ما لم يظهره الفيلم.
- ظهر الجيش الأخميني في المعركة بلباس عادي رغم أن الجيوش الإخمينية في تلك الفترة كان لديها لباس موحد [12] شأنهم في ذلك شأن الإغريق، كما أن هناك بعض الأخطاء في العتاد والأسلحة التي تم تسليح جيش داريوش الثالث بها، وربما يكون عتاد ولباس رماة الأسهم الأخمينيين في الفيلم هو الأقرب لطريقة اللباس والتسلح الأخميني في تلك الفترة.
- هناك خلط كبير بين العرقين العربي والفارسي ففي مشهد المعركة يظهر أحد حراس داريوش الثالث وهو يتكلم العربية، وأيضا هناك إظهار لبعض الممثلين بلباس عربي يمتطون الجمال رغم أن العرب في تلك الحقبة كانوا جنود مشاة فقط ولم يكونوا فرسانا، كما أن الجيش الأخميني لم يكن ليستخدم الجمال في مثل هذه المعارك الكبيرة.
- يرى الدكتور كاوه أيضا بأن هناك بعض الأخطاء في انتقاء الممثلين وطريقة مكياجهم وفي الصورة الهوليوودية للشخصيات التاريخية التي في الفيلم، كما أنه ينتقد أسلوب الحفلات والملابس وطريقة التزيين التي ظهرت فيها الشخصيات في الفيلم فالأسلوب العربي هو الذي كان طاغيا في الفيلم ولم يكن الأسلوب الفارسي الأخميني.

أما موقع أخطاء الأفلام فيشير إلى بعض الأخطاء التاريخية التصويرية في الفيلم:
- تظهر نوافذ المباني في الفيلم زجاجية، رغم أن استخدام الزجاج في النوافذ لم يظهر إلا بعد 300 سنة تقريبا وقد كان ذلك على يد الرومان.
- تظهر منارة الإسكندرية في مشاهد بطليموس الأول مضاءة وكأنها في الخدمة رغم أن المنارة لم تبدأ عملها إلا في عهد بطليموس الثاني.
- تاريخيا لا يمكن لكلايتوس بأن يكون قد شارك فعليا في قتل بأرمينيون لأن كلايتوس في تلك الفترة كان متجها لمقابلة الإسكندر.

### الانتقادات من الناحية الفنية
واحدة من أهم الانتقادات الموجهة للفيلم على لسان النقاد في أمريكا هو كون الفيلم فيلما وثائقيا أكثر من كونه فيلما دراميا حركيا، حيث كتب الناقد روجر ايبرت في استعراضه عن الفيلم: «كنا مرحبين وبشدة بمشاهد القتال وظروفها لأننا ولو حتى لبعض الوقت كنا نأخذ استراحة من سرد بطليموس الأول التاريخي والذي يبدو وكأنه لا نهائي.». 

أما مجلة ديلي فارييتي  فقد نشرت في 21 نوفمبر 2004 استعراضا للناقد تود ام سي كارثي يقول فيه: «إن فيلم ألكسندر للمخرج أوليفر ستون لعمل مشرف في الفشل، الفيلم تصور ذكي وطموح ولكن ينقصه الكثير من اللمسات الدرامية والعاطفية.».

أما الناقد مانوهلا دارجيس فقد كتب في النيويورك تايمز موفي  قائلا بأن فيلم ألكسندر: «عرض لنا الأفضل من أسوء سرد قصصي إذ كان ينقصه الكثير من التخطيط.».

كما أن الفيلم تضمن بعض الأخطاء التصويرية:
- في بداية الفيلم يظهر الإسكندر اليافع وهو يمتطي حصانه الأسود وقد كان امتطاه له دون سرج بينما في المشهد التالي يظهر الإسكندر اليافع وهو ممتطي الحصان مع السرج.[20]
- أثناء خطاب الإسكندر الموجه للجنود قبيل معركة جاوجاميلا يظهر مشهد حاملي الرماح والرماح في يمينهم بينما في المشهد التالي وبسبب استخدام تقنية الانعكاس يظهر الجنود والرماح في يسارهم.[21]
- في بداية الفيلم يظهر الإسكندر اليافع وشعره أشقر تماما بينما يظهر في مشهد لاحق وشعره أشقر بني.

## الموسيقى
قام المؤلف الموسيقي العالمي اليوناني الأصل إفانجيليس أوديسياس باباثناسيو (باليونانية: Ευάγγελος Οδυσσέας Παπαθανασίου والذي يعرف فنيا باسم فانجليس باباثناسيو (باليونانية: Βαγγέλης Παπαθανασίου) أو فانجيليس اختصارا، بتأليف الموسيقى التصويرية لفيلم ألكسندر وقد حصد على عمله هذا جائزة الساوند تراك العالمية لعام 2005 م.

## الجوائز
جدول بالجوائز التي فاز أو ترشح لها الفيلم:
| جائزة مهرجان الفيلم الدولي لفنون السينما كامرإيماج            |         |                                   |                                                          |
| عام                                                           | النتيجة | الجائزة                           | عن الفئة / المتلقي                                       |
| 2004 م                                                        | فاز     | جائزة الضفدع الفضية - سيلفر فروغ  | رودريغو بريتو                                            |
| 2004 م                                                        | ترشح لـ | جائزة الضفدع الذهبية - غولدن فروغ | رودريغو بريتو                                            |
| جوائز الإعلام لتحالف المثليين والمثليات ضد التشهير جلاد ميديا |         |                                   |                                                          |
| عام                                                           | النتيجة | الجائزة                           | عن الفئة / المتلقي                                       |
| 2005 م                                                        | ترشح لـ | جائزة جلاد ميديا                  | فيلم ألكسندر بمجمله                                      |
| جوائز هاري السنوية                                            |         |                                   |                                                          |
| عام                                                           | النتيجة | الجائزة                           | عن الفئة / المتلقي                                       |
| 2005 م                                                        | ترشح لـ | جائزة هاري                        | فيلم ألكسندر بمجمله                                      |
| جوائز توت العليق الذهبية غولدن روزبيري / راتسي                |         |                                   |                                                          |
| عام                                                           | النتيجة | الجائزة                           | عن الفئة / المتلقي                                       |
| 2005 م                                                        | ترشح لـ | جائزة راتسي                       | أسوء ممثل: كولن فاريل                                    |
| 2005 م                                                        | ترشح لـ | جائزة راتسي                       | أسوء ممثلة: أنجلينا جولي                                 |
| 2005 م                                                        | ترشح لـ | جائزة راتسي                       | أسوء مخرج: أوليفر ستون                                   |
| 2005 م                                                        | ترشح لـ | جائزة راتسي                       | أسوء صورة                                                |
| 2005 م                                                        | ترشح لـ | جائزة راتسي                       | أسوء نص: أوليفر ستون، كرسيتوفر كايليه، لايتيه كالوغريديس |
| 2005 م                                                        | ترشح لـ | جائزة راتسي                       | أسوء ممثل مساند: فال كيلمر                               |
| جائزة الساوندر تراك العالمية                                  |         |                                   |                                                          |
| عام                                                           | النتيجة | الجائزة                           | عن الفئة / المتلقي                                       |
| 2005 م                                                        | فاز     | جائزة اختيار الجمهور              | فانجيليس                                                 |

## روابط خارجية
- مقالات تستعمل روابط فنية بلا صلة مع ويكي بيانات

## هوامش ومراجع
1. ↑  كتاب المؤرخ روبن لين فوكس على موقع جوجل بوكس نسخة محفوظة 12 يناير 2014 على موقع واي باك مشين.
2. ↑  ايرادات شباك التذاكر لفيلم ألكسندر نسخة محفوظة 26 أبريل 2018 على موقع واي باك مشين.
3. ↑  مقالة من موقع موفي بزنس تتحدث عن رقم مبيعات الفيلم نسخة محفوظة 06 مارس 2016 على موقع واي باك مشين.
4. ↑  شرح استعراضي للفيلم باللغة الإنكليزية نسخة محفوظة 06 فبراير 2009 على موقع واي باك مشين.
5. ↑  مقالة موقع روب أوف سيليكون إثر صدور نسخة المخرج نسخة محفوظة 5 يناير 2021 على موقع واي باك مشين. "نسخة مؤرشفة". مؤرشف من الأصل في 2014-08-10. اطلع عليه بتاريخ 2009-03-26.{{استشهاد ويب}}:  صيانة الاستشهاد: BOT: original URL status unknown (link)
6. ↑  مقالة موقع روب أوف سيليكون إثر صدور نسخة ألكسندر اعادة نظر نسخة محفوظة 5 يناير 2021 على موقع واي باك مشين. "نسخة مؤرشفة". مؤرشف من الأصل في 2014-08-10. اطلع عليه بتاريخ 2009-03-26.{{استشهاد ويب}}:  صيانة الاستشهاد: BOT: original URL status unknown (link)
7. ↑  رؤية المخرج أوليفر ستون للنسخة الثالثة للفيلم نسخة محفوظة 31 ديسمبر 2013 على موقع واي باك مشين. [وصلة مكسورة]
8. ↑  تصريحات وزير الثقافة اليوناني نسخة محفوظة 01 فبراير 2018 على موقع واي باك مشين.
9. ↑  مقالة من مجلة بيبول دوت كوم بقلم ماريا ليهنر بعنوان (هل الإسكندر ثنائي الجنس؟ نسخة محفوظة 19 سبتمبر 2015 على موقع واي باك مشين.
10. ↑  مقالة من جريدة الغارديان ستون يلوم الأصولية في الآداب العامة نسخة محفوظة 15 يناير 2013 على موقع واي باك مشين.
11. ↑  تعليق الدكتور كاوه فرخ بالإنكليزية نسخة محفوظة 19 نوفمبر 2016 على موقع واي باك مشين.
12. ↑  كتاب الجيش الفارسي ما بين عامي 560 - 330 قبل الميلاد [وصلة مكسورة] نسخة محفوظة 31 أكتوبر 2014 على موقع واي باك مشين.
13. ↑  موقع أخطاء الأفلام نسخة محفوظة 05 ديسمبر 2017 على موقع واي باك مشين.
14. ↑  أخطاء تاريخية تصويرية نسخة محفوظة 9 ديسمبر 2019 على موقع واي باك مشين.
15. ↑  كتاب روجر ايبرت لعام 2006 صفحة 11 على غوغل أونلاين بوكس نسخة محفوظة 12 يناير 2014 على موقع واي باك مشين.
16. ↑  موقع مجلة ديلي فارييتي نسخة محفوظة 27 أبريل 2018 على موقع واي باك مشين.
17. ↑  مقالة الناقد و الكاتب تود ام سي كارثي عن فيلم ألكسندر(النص الكامل) [وصلة مكسورة] نسخة محفوظة 01 ديسمبر 2009 على موقع واي باك مشين.
18. ↑  موقع نيويورك تايمز موفي (قسم الأفلام) نسخة محفوظة 23 يوليو 2012 على موقع واي باك مشين.
19. ↑  "المقالة الكاملة للناقد مانوهلا دارجيس عن الفيلم ألكسندر". مؤرشف من الأصل في 2020-03-25.
20. ↑  خطأ سرج الحصان نسخة محفوظة 16 ديسمبر 2019 على موقع واي باك مشين.
21. ↑  خطأ حاملي الرماح و شعر الإسكندر نسخة محفوظة 14 ديسمبر 2019 على موقع واي باك مشين.